# Charles Nelson Reilly
Charles Nelson Reilly (13 de enero de 1931 - 25 de mayo de 2007) fue un actor, comediante, director y profesor dramático de nacionalidad estadounidense, conocido por sus papeles en teatro, cine y programas infantiles televisivos, así como por su faceta de actor de voz en producciones de dibujos animados y por ser panelista del concurso Match Game.

## Biografía
Nacido en el distrito de El Bronx de la ciudad de Nueva York, sus padres eran Charles Joseph Reilly, un artista comercial irlandés, y Signe Elvera Nelson, de origen sueco. Siendo joven ya se divertía montando su propio teatro de marionetas, y a los 13 años de edad salvó su vida al producirse el incendio del Circo Hartford, suceso en el que fallecieron más de cien personas. Como resultado del incendio, Reilly no volvió nunca más a sentarse entre el público de un espectáculo.
Siendo un muchacho, Reilly se aficionó a la ópera, deseando hacerse cantante operístico. Por ello entró en la Hartt School of Music, aunque hubo de dejar la institución al convencerse de que le faltaba el talento vocal natural necesario para triunfar como cantante. Sin embargo, siguió siendo un apasionado de la ópera y, tras conseguir la fama, fue invitado con frecuencia a programas radiofónicos de temática operística, entre ellos las retransmisiones del Metropolitan Opera House. Además, dirigió producciones de ópera para las formaciones de la Opera lírica de Chicago, Dallas Opera, Portland Opera, San Diego Opera y la Ópera de Santa Fe, entre otras. Todo ello le granjeó la amistad con los cantantes Renée Fleming, Rod Gilfry, Roberta Peters y Eileen Farrell.

### Carrera
Reilly hizo su primera actuación cinematográfica en 1957, con un papel sin créditos en A Face in the Crowd, film dirigido por Elia Kazan. Sin embargo, la mayor parte de su trabajo en esa época fue teatral. Reilly actuó en muchas producciones Off-Broadway, pero su gran oportunidad teatral llegó en 1960 con la muy exitosa representación original en el circuito de Broadway del musical Bye Bye Birdie. En el innovador musical, Reilly tenía un pequeño papel, y fue el suplente de Dick Van Dyke en el papel principal de Albert Peterson. 
En 1961 Reilly formó parte del reparto original de otro gran éxito de Broadway, el musical ganador de un Premio Pulitzer How to Succeed in Business Without Really Trying. Por su memorable papel de Bud Frump, Reilly ganó en 1962 el Premio Tony. En 1964 también estuvo en el reparto original de otro grandioso éxito de Broadway, el musical Hello, Dolly!. Por su papel de Cornelius Hackl, Reilly fue nominado nuevamente al Premio Tony.
A la vez que seguía activo en Broadway, Reilly se iba haciendo cada vez más conocido por su trabajo televisivo, siendo un intérprete regular del medio en la década de 1960. Por ejemplo, fue durante un tiempo un invitado misterioso de What's My Line? y panelista del mismo. En 1965 hizo actuaciones regulares en el show de Steve Lawrence, emitido una única temporada. Entre 1968 y 1970 fue Claymore Gregg en la serie televisiva El fantasma y la señora Muir, en la cual actuaban Hope Lange y Edward Mulhare. En uno de los episodios Reilly tuvo la oportunidad de reunirse con su compañera de reparto en Hello, Dolly! Eileen Brennan.
En 1971 fue el maligno mago Hoodoo en Lidsville, un programa infantil producido por Sid y Marty Krofft que se emitiía los sábados por la mañana en la ABC. Con este papel y con el que hizo en Uncle Croc's Block y en la producción de Walt Disney The Mouse Factory, la voz de Reilly se hizo conocida de toda una generación de jóvenes admiradores.
En las décadas de 1960 y 1970 Reilly también actuó con regularidad en The Dean Martin Show, además de tener múltiples intervenciones televisivas en series como McMillan and Wife, Here's Lucy, Laugh In, The Love Boat y Love, American Style. Así mismo, en esa época hizo anuncios comerciales, destacando los de Excedrin y Bic Banana Ink Crayons.
Con frecuencia fue invitado de The Tonight Show Starring Johnny Carson, show en el que participó más de cien veces. Debido a que Reilly era un invitado de talk shows alegre y digno de confianza, y que además vivía a pocas manzanas de los estudios en Burbank, California, donde se grababa el The Tonight Show, a menudo le llamaban para reemplazar en el último momento a invitados que no habían podido llegar a tiempo al estudio. En esa época Reilly era quizás más conocido por ser un fijo de los concursos, sobre todo por su participación como panelista de Match Game, programa en el cual se sentaba al lado de Brett Somers, con la cual entablaba a menudo discusiones mezquinas e hilarantes.
Entre 1975 y 1976 Reilly trabajó en otro programa infantil titulado Uncle Croc's Block, con Jonathan Harris. A partir de 1976 se dedicó principalmente a la enseñanza y a la dirección televisiva y teatral. Así, ese mismo año dirigió a Julie Harris, en el papel de Emily Dickinson, en la obra representada en Broadway The Belle of Amherst, de William Luce. En 1979 también dirigió en Broadway la pieza de Ira Levin Break a Leg, la cual fue un fracaso y se representó una sola vez, a pesar de que el año anterior otro título de Levin, Deathtrap, había sido un éxito.
En 1984 Reilly también participó como celebridad invitada del concurso Body Language, show en el que coincidió con Lucille Ball y con Audrey Landers.
Reilly dirigió episodios de la serie Evening Shade en 1990, y consiguió una nominación al Premio Tony en 1997 como mejor director por su versión de The Gin Game, protagonizada por la actriz Julie Harris, con la cual ya había trabajado en Skyscraper en 1965 y 1966.
En su faceta de profesor, Reilly enseñó interpretación durante largo tiempo en el HB Studio, una academia fundada por Herbert Berghof y llevada a la fama con la colaboración de la actriz teatral Uta Hagen. Entre los alumnos de Reilly figuraron Lily Tomlin, Bette Midler y Gary Burghoff.
En la década de 1990 Reilly fue artista invitado de diferentes programas, entre ellos The Drew Carey Show, The Larry Sanders Show, Cosas de casa, Second Noah, The X-Files, Millennium y, ocasionalmente, fue la voz de "The Dirty Bubble" en la serie de animación Bob Esponja, antes de que el personaje fuera doblado por Tom Kenny. Por sus actuaciones en The Drew Carey Show y Millennium, Reilly fue nominado a un Premio Emmy en 1998 y 1999.

### Vida personal
Reilly no hizo pública su homosexualidad hasta su show Save It for the Stage. Sin embargo, al igual que Paul Lynde en la misma época, Reilly exhibía en la pantalla un estilo camp. En una entrevista concedida en 2002 a Entertainment Tonight afirmaba que nunca había ocultado de manera intencionada el que era gay. 
Patrick Hughes III, un decorador y encargado de vestuario, fue la pareja de Reilly. Ambos se conocieron cuando Reilly actuaba en el concurso Battlestars, y vivieron juntos en Beverly Hills, California.
En sus últimos años, la vida de Reilly estuvo principalmente dedicada a viajar por el país dirigiendo teatro y ópera, y ofreciendo al público una obra de carácter autobiográfico y representada por un único actor, Save It for the Stage: The Life of Reilly. En 2004 su última actuación en dicha pieza se filmó como base para una cinta autobiográfica titulada The Life of Reilly.
Reilly enfermó con problemas respiratorios durante el rodaje de The Life of Reilly, por lo que tras finalizar el mismo se retiró de la dirección y de la interpretación. The Life of Reilly se estrenó en marzo de 2006 en el festival cinematográfico South by Southwest, y la interpretación de Reilly consiguió buenas críticas. En el momento del estreno, Reilly se encontraba hospitalizado, por lo que no pudo asistir al South by Southwest. 
Charles Nelson Reilly falleció el 25 de mayo de 2007, a los 76 años, en su domicilio en Beverly Hills, California, a causa de las complicaciones surgidas tras sufrir una neumonía. Sus restos fueron incinerados, y las cenizas entregadas a sus allegados.

## Filmografía

### Cine
- A Face in the Crowd (1957)
- The Tiger Makes Out (1967)
- Cannonball Run II (1984)
- Wind in the Willows (TV) (1987)
- Body Slam (1987)
- Todos los perros van al cielo (1989)
- Rock-a-Doodle (1991)
- A Troll in Central Park (1994)
- Babes in Toyland (1997)
- La Navidad de todos los perros (1998)
- The First of May (1999)
- Gaydar (2002)
- Tom and Jerry: Shiver Me Whiskers (2006)
- The Fox and the Hound 2 (2006)
- The Life of Reilly (2007)

### Televisión
- The Patty Duke Show (1963)
- Car 54, Where Are You? (1962) – Episodio "Occupancy August 1st"
- The Steve Lawrence Show (1965)
- El fantasma y la señora Muir (1968–1970)
- Arnie (1971–1972)
- Lidsville (1971–1973)
- Pyramid (1973)
- Password Plus and Super Password (1973–1982 approx)
- Match Game (1973–1982, 1990–1991)
- The Match Game-Hollywood Squares Hour (1983–1984)
- Uncle Croc's Block (1975–1976)
- The Flintstones Comedy Hour (1980–1982)
- Sweethearts (1988–1989) - Presentador
- Goof Troop (1992)
- Space Cats (1992–1993)
- Designing Women (23 de marzo de 1992) - "L.A. Story"
- All Dogs Go to Heaven: The Series (1996–1998)
- The Drew Carey Show (1998–1999) - 2 episodios, "Drugco" y "The Salon"
- Bob Esponja (1999–2007)
- The X-Files - capítulo "Jose Chung's From Outer Space"
- Millennium – Capítulo "Jose Chung's Doomsday Defense"
- Paw Paws

### Teatro
- Bye, Bye Birdie (1960–1961) - Mr. Henkel
- How to Succeed in Business without Really Trying (1961–1965) - Bud Frump
- Hello, Dolly! (1964–1970) - Cornelius Hackl
- Skyscraper (1965–1966) - Roger Summerhill
- God's Favorite (1974–1975) - Sidney Lipton
- The Belle of Amherst (1976) - Director
- Break a Leg (1979) - Director
- Charlotte (1980) - Josias von Stein
- The Nerd (1987–1988) - Director
- The Gin Game (1997) - Director